# مقاطعة لانكستر (فرجينيا)
 مقاطعة لانكاستر  (بالإنجليزية:  Lancaster County)‏ هي إحدى المقاطعات في ولاية فيرجينيا في الولايات المتحدة الأمريكية.

## أعلام
- ويليام لي بال
- ماري بل واشنطن